# Stefani Webb
Stefani Webb (* 20. März 2005) ist eine australische Tennisspielerin.

## Karriere
Webb kam durch ihren Bruder zum Tennis und begann mit sieben Jahren zu spielen. Sie spielt vorrangig Turniere auf der ITF Junior Tour und der ITF Women’s World Tennis Tour, wo sie bisher einen Titel im Einzel und vier im Doppel gewinnen konnte.
2022 trat sie im Januar mit ihrer Partnerin Tamara Bajagic beim mit 60.000 US-Dollar dotierten ITF-Turnier Bendigo International an, wo die beiden mit einem 7:5- und 6:1-Sieg über Jemma Carbis und Leann Serna das Viertelfinale erreichten, dann aber gegen Alison Bai und Alana Parnaby mit 7:66, 2:6 und [4:10] verloren. Im Juli stand sie mit ihrer Partnerin Monique Barry im Doppelfinale des mit 15.000 US-Dollar dotierten ITF-Turniers in Caloundra, wo die beiden gegen Aoi Itō und Nanari Katsumi mit 2:6 und 2:6 verloren. Im Dezember gewann sie die nationalen australischen Meisterschaften der U18 im Einzel und zusammen mit Partnerin Anja Nayar im Doppel.
2023 trat sie mit Wildcards im Januar bei den Juniorinnenwettbewerben der Australian Open an. Im Juniorinneneinzel traf sie in der ersten Runde auf die topgesetzte Sara Saito, die sie überraschend in drei Sätzen mit 6:3, 1:6 und 6:2 besiegte. Im Doppel erreichte sie mit Partnerin Roisin Gilheany das Viertelfinale. Im Juli konnte sie ihren ersten ITF-Doppeltitel gewinnen, im November gelang ihr beim ITF-Turnier in Champaign dann der Titel sowohl im Einzel als auch im Doppel.

### College Tennis
Seit 2023 spielt Webb für das Damentennisteam der Knights der University of Central Florida (UCF).

## Turniersiege

### Einzel
| Nr. | Datum             | Turnier   | Kategorie | Belag             | Finalgegnerin | Ergebnis      |
| --- | ----------------- | --------- | --------- | ----------------- | ------------- | ------------- |
| 1.  | 12. November 2023 | Champaign | ITF W15   | Hartplatz (Halle) | Gina Dittmann | 6:2, 2:6, 6:1 |

### Doppel
| Nr. | Datum             | Turnier     | Kategorie | Belag             | Partnerin       | Finalgegnerinnen                     | Ergebnis         |
| --- | ----------------- | ----------- | --------- | ----------------- | --------------- | ------------------------------------ | ---------------- |
| 1.  | 29. Juli 2023     | Caloundra   | ITF W15   | Hartplatz         | Alicia Smith    | Nanari Katsumi Zara Larke            | 6:1, 6:2         |
| 2.  | 11. November 2023 | Champaign   | ITF W15   | Hartplatz (Halle) | Sophia Biolay   | Raquel Gonzalez Vilar Ayumi Miyamoto | 7:5, 6:3         |
| 3.  | 29. Juni 2024     | Los Angeles | ITF W15   | Hartplatz         | Anita Sahdijewa | Lily Fairclough Tenika McGiffin      | 7:5, 4:6, [10:6] |
| 4.  | 22. März 2025     | Swan Hill   | ITF W35   | Rasen             | Ayumi Miyamoto  | Monique Barry Elena Micic            | 6:3, 4:6, [10:4] |